# 鰭式場效電晶體

FinFET器件

鰭式場效電晶體，是一种新的互補式金屬氧化物半導體（CMOS）場效電晶體，通过栅将极放置在导电沟道的两侧、三侧或四侧或环绕沟道（栅极四周），形成双栅极或多栅极结构，以改善电路对导体的控制，并减少漏电流，缩短晶体管的闸长。FinFET是一种立体的场效应管，屬於多閘極電晶體。
当晶体管的尺寸小于25纳米以下，传统的平面场效应管的尺寸已经无法缩小。FinFET的主要思想是将场效应管立体化。
来自台積電（TSMC）的胡正明博士在其研究中首次披露了该技术的可行性以及其性能相较于传统的平面型场效应晶体管的优势，并在2020年因该项技术获得IEEE荣誉勋章。
2011年，英特尔已经推出商业化的22纳米FinFET。
在2018年2月开始，中国科学院微电子研究所就该技术涉及该所的部分专利对英特尔提出侵权诉讼，而英特尔多次反制，向中美两国的知识产权管理部门申请专利无效审议或复审，但均告失败，2020年7月28日，国家知识产权局口头受理了该次申请无效审议。